# Völkner Incident

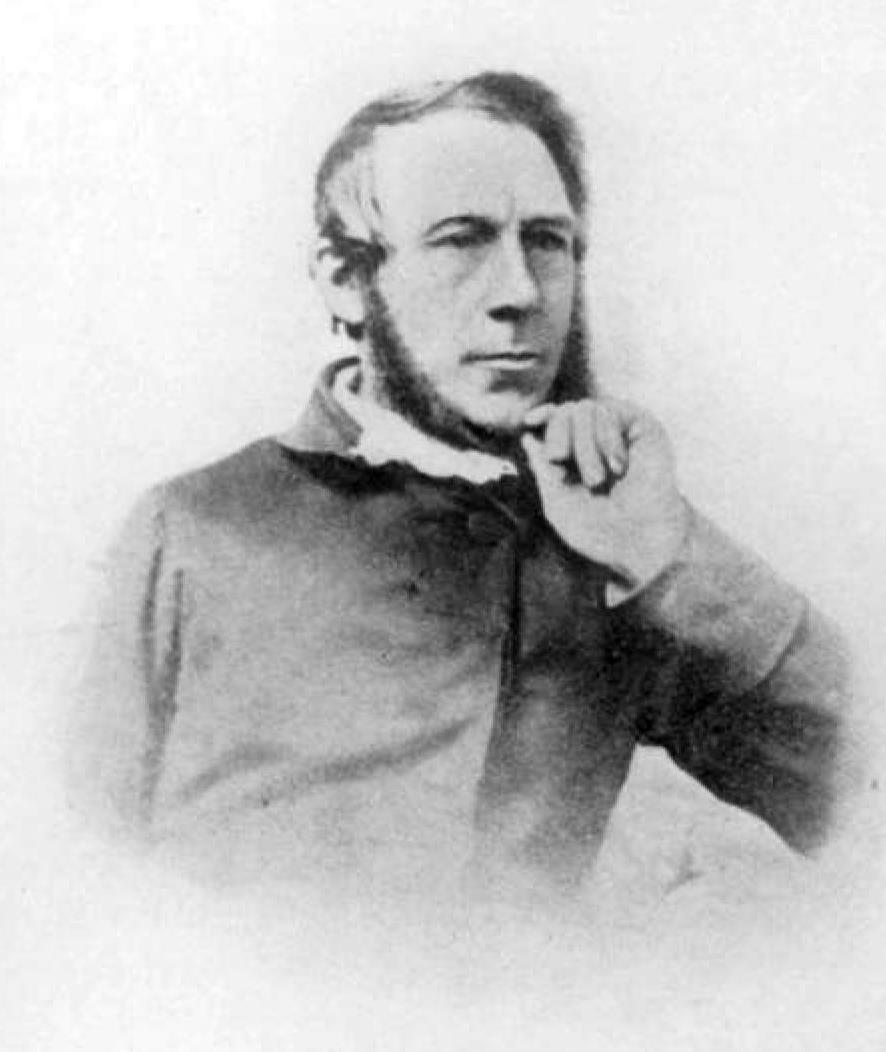
Carl Sylvius Völkner

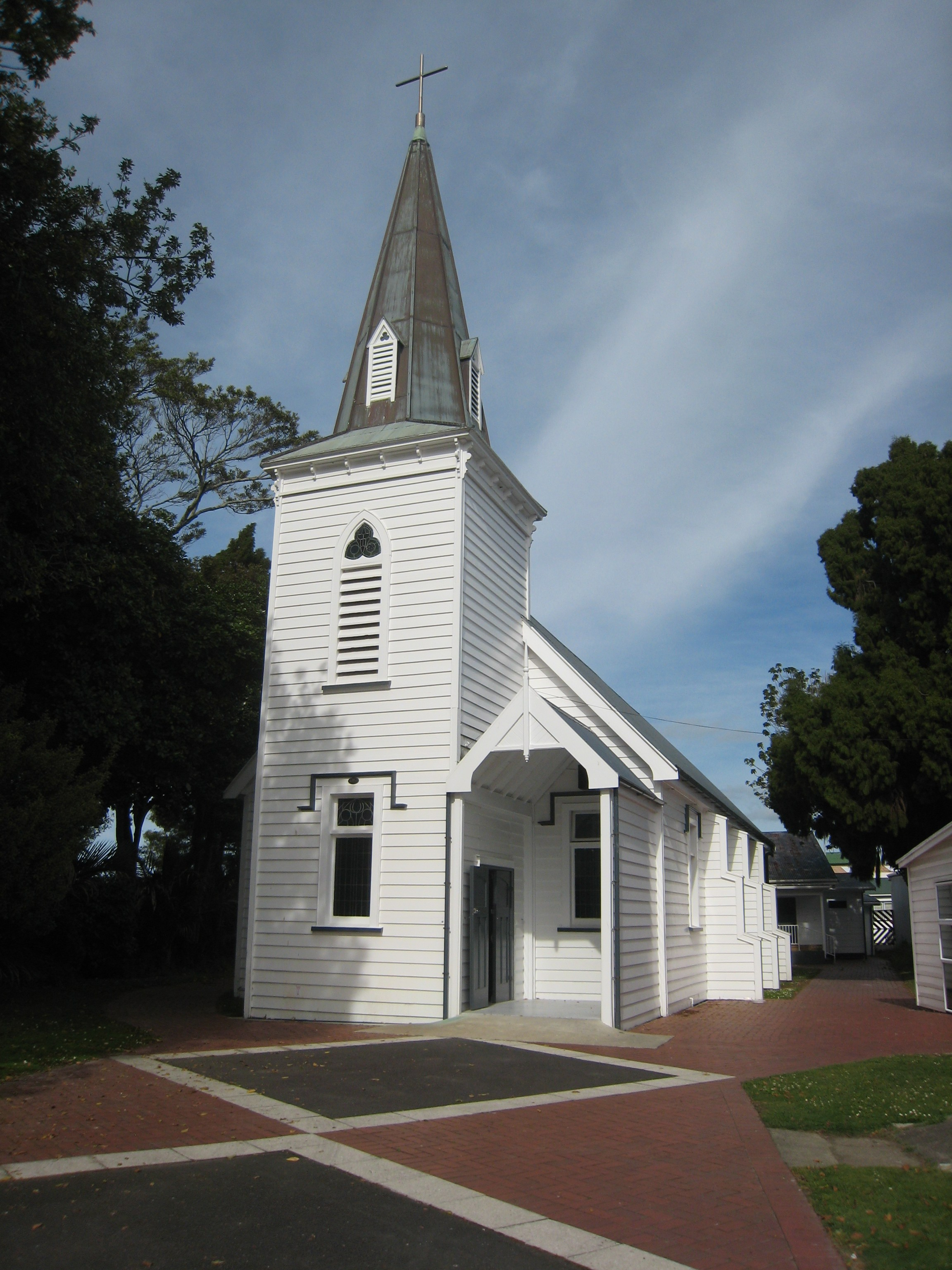
Kirche St Stephen the Martyr, Opotiki

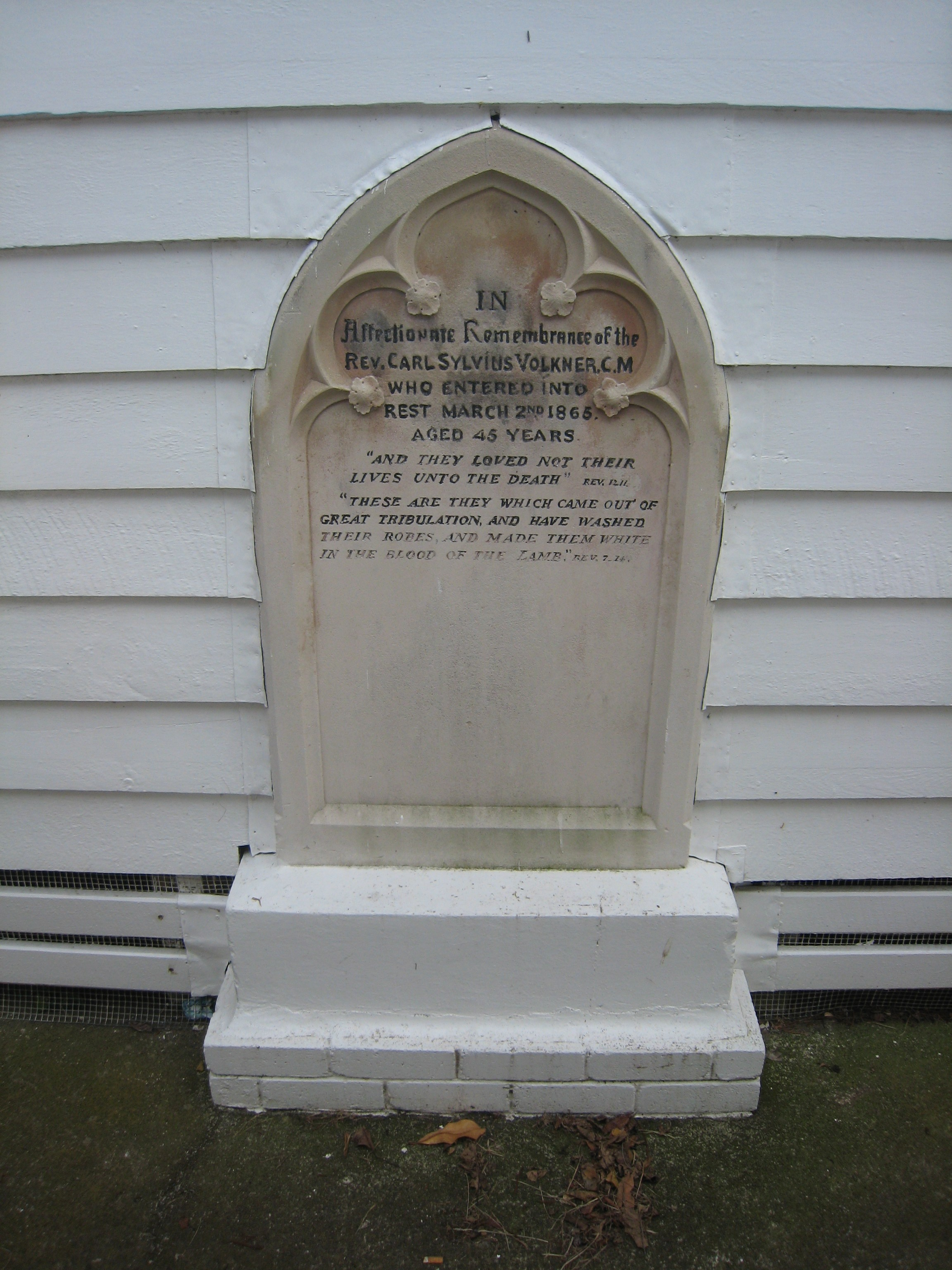
Völkners Grabstein an der Kirchenwand in Opotiki

Der Völkner Incident ist die Ermordung des protestantischen Missionars Carl Sylvius Völkner in Neuseeland 1865 und die darauffolgenden Reaktionen der Regierung.

## Hintergrund
Die Schlacht von Te Ranga am 21. Juni 1864 war der letzte größere Konflikt des Tauranga-Feldzuges in den Neuseelandkriegen. Es herrschte für mehrere Monate ein unsicherer Frieden, in denen sich zwei wichtige Änderungen bei den Kriegsparteien ergaben.
Die britischen Truppen kämpften ihren letzten Feldzug in Neuseeland, bevor sie in den Garnisonsdienst versetzt wurden und schließlich aus Neuseeland abgezogen wurden. Für ihren Ersatz wurde die Kolonialmiliz reorganisiert und wiederbewaffnet.
Währenddessen gewann unter den Māori die 1862 entstandene synkretistische Religion aus Elementen des Christentums und der traditionellen Religion der Māori Pai Marire (und deren extremistischer Zweig, die Hauhau) Grund. Sie gewann im Gisborne District an der Ostküste zunehmend Anhänger. Die Hauhau als extremer und militanter Zweig dieser Religion wandten sich gegen die Pākehā (europäischen Siedler).

## Völkners Ermordung
Missionare der Pai Marire trafen im Februar 1865 im Gebiet um Opotiki an der Bay of Plenty ein. Dort befand sich eine Missionsstation der Church Missionary Society unter Leitung von Völkner. Dieser erfuhr am 2. März, als er gerade nicht in Opotiki war, dass seine Kongregation aus Māori vom Iwi Te Whakatohea zu Pai Marire konvertiert sei. Er wurde daher gewarnt, zurückzukehren.
Wie viele andere Europäer hatte Völkner Berichte über regierungsfeindliche Aktivitäten der Eingeborenen an die Regierung geschickt.
Völkner ignorierte die Warnung und kehrte zusammen mit dem Missionar Thomas Grace am 1. März 1865 zurück. Beide wurden gefangen genommen und Völkner wurde vor ein Schnellgericht gestellt und von seiner eigenen Whakatohea-Kongregation gehängt. Eine Stunde später wurde er heruntergenommen und enthauptet.
Kereopa Te Rau, ein „Prophet“ des Pai Marire, betrat mit Völkners Kopf die Kirche von Opotiki und feierte mit dem Kopf auf der Kanzel einen „Gottesdienst“, dabei riss er die Augen des Toten aus und verschluckte sie mit den Worten, eines der Augen sei das Parlament, das andere die Königin und das britische Recht. Grace entkam einige Tage später.

## Reaktion der Regierung
Mehrere Monate geschah nichts. Dann wurde im August 1865 mit dem Fall des Weraroa Pā die Belagerung von Pipiriki aufgehoben und damit diese Phase des Zweiten Taranaki-Krieges beendet. Dies setzte die dort gebundenen Kräfte frei.
Im September 1865 wurden die der neuseeländischen Regierung verfügbaren Kräfte von etwas mehr als 500 Mann per Schiff von Wanganui durch die Cook Strait, um das East Cape herum nach Opotiki geschafft. Die Streitmacht bestand aus vier Kompanien Miliz, einem Trupp Kavallerie und einem Kontingent von Ngāti-Hau-Kriegern unter Führung von Te Keepa Te Rangihiwinui. Diese hatten bereits zusammen im Taranaki-Krieg gekämpft und eine Geschichte erfolgreicher Kooperation und gegenseitigen Respekts.
Die Landung in Opotiki erwies sich als schwierig. Ein Schiff lief auf Grund und kam unter Beschuss von der Küste. Schließlich wurde es aufgegeben; Miliz und Besatzung wateten an Land. Erst einen Tag später konnten auch die anderen Schiffe ihre Männer und Versorgungsgüter anlanden.
Nachdem sie sich eingerichtet und die Heckenschützen vertrieben hatten, besetzte die Miliz die Kirche, in der Völkner ermordet worden war. Einige Milizionäre befestigten die Kirche, Te Keepa und seine Ngāti betrieben währenddessen im Umfeld eine Taktik der verbrannten Erde: sie schnitten die Gegner von der Nahrungsversorgung ab, indem sie nahmen, was sie brauchten und den Rest vernichteten. Außer einigen Musketen besaßen die Hauhau der Ostküste keine modernen Waffen. Es wurde ihnen klargemacht, dass die Militäraktionen so lang weitergehen würden, bis die für den Mord an Völkner Verantwortlichen gefangen seien oder sich stellten. Kereopa, der Mann, den sie am meisten suchten, hatte sich jedoch auf das Land der Tuhoe in den Urewera-Bergen zurückgezogen und nicht die Absicht, sich zu ergeben.

## Folgen
Ende Oktober war die Situation der ortsansässigen Māori hoffnungslos und etwas mehr als 20 ihrer Häuptlinge ergaben sich und wurden für ein Gerichtsverfahren nach Auckland verschifft. Fünf von ihnen erhielten die Todesstrafe und wurden im Folgejahr gehängt. Große Ländereien wurden unter dem New Zealand Settlements Act of 1863 konfisziert und an Siedler verkauft.
In den frühen 1870ern wurden die Ureweras von Regierungstruppen auf der Suche nach Te Kooti angegriffen und die Tuhoe unterworfen. Sie wurden gezwungen, Kereopa an Ropata Wahawaha zu übergeben. Er wurde für den Mord verurteilt und am 5. Januar 1872 gehängt. Einige Kronzeugen erhielten im Austausch für ihre Aussage Impunität und Kereopa hatte keine Zeugen der Verteidigung, da die Krone ihren Transport von Napier aus nicht bezahlen wollte. Die Jury brauchte nur 15 Minuten für ihr Urteil. Kereopas Iwi Ngati Rangiwewehi sah darin ein vorgefasstes Urteil und ein Fehlurteil.
1993 entschuldigte sich Justizminister Doug Graham bei den Te Whakatōhea und rehabilitierte Mokomoko, einen der gehängten Häuptlinge. 1996 unterzeichnete die Regierung einen Abfindungsvertrag. In diesem erkannte sie die Schuld der Regierung für die rechtswidrige Invasion und Konfiszierung des Landes der Te Whakatōhea und die daraus resultierenden schweren wirtschaftlichen und kulturellen Folgen für den Iwi an und entschuldigte sich dafür. 1998 bot die Regierung den Whakatōhea NZ$40 Mio. als Kompensation für alle Ansprüche einschließlich derer aus dem Völkner Incident an. Dieses Angebot wurde ausgeschlagen. Die Te Whakatōhea verhandeln weiter mit der Regierung. Als Teil der Abfindung des benachbarten Iwi Ngāti Awa im Jahre 2003 wurden die Völkner Rocks nordwestlich von Whakaari / White Island in „Te Paepae Aotea (Völkner Rocks)“ umbenannt.
Kereopa wurde 2014 im Rahmen der Verhandlungen um Ansprüche aus dem Vertrag von Waitangi posthum begnadigt.